# باري دوغلاس (عازف بيانو)
باري دوغلاس (بالإنجليزية: Barry Douglas)‏ (و. 1960  م) هو عازف بيانو، وموزع (موسيقى)، ومعلم موسيقى أيرلندي، ولد في بلفاست، يستخدم آلات بيانو.

## التعليم
تعلم في Methodist College Belfast ‏.

## جوائز
حصل على جوائز منها:
- نيشان الامبراطورية البريطانية من رتبة ضابط.